# Королева ринга
«Королева ринга» (англ. Queen of the Ring) — биографический спортивный фильм о профессиональной женщине-рестлере Милдред Берк, снятая Эшем Авильдсеном. В нём снялись Эмили Бетт Рикардс в роли Берк, с Джошем Лукасом, Тайлером Пози, Франческой Иствудом, Деборой Энн Уолл, Карой Буоно и Уолтоном Гоггинсом.

## Сюжет
В фильме рассказывается о жизни знаменитой женщины-рестлеры Милдред Берк.
В эпоху, когда женщинам было запрещено быть на ринге, Милдред Берк разрушила правила. Мать-одиночка с неудержимым желанием, которая пробилась от подпольных матчей до вершины профессиональной борьбы, став первой женской спорстменкой, заработавшей миллион долларов. Проигнорировав скептиков, врагов и систему, решивших исключить её, Берк вписала своё наследие как самого долгосрочного чемпиона в истории.

## В ролях
| Актёр              | Роль                |
| ------------------ | ------------------- |
| Эмили Бетт Рикардс | Милдред Берк        |
| Джош Лукас         | Билли Вульф         |
| Тайлер Пози        | Джи Билл            |
| Уолтон Гоггинс     | Джек Пфефер         |
| Франческа Иствуд   | Мэй Янг             |
| Мари Авгеропулос   | Эльвира Снодграсс   |
| Дебора Энн Уолл    | Глэдис Гиллем       |
| Кара Буоно         | Берта               |
| Кейли Фармер       | Джун Байерс         |
| Гевин Касаленьо    | Джо младший         |
| Адам Демос         | Великолепный Джордж |
| Келли Бёрглунд     | Нейл Стюарт         |
| Дамарис Льюис      | Бабс Винго          |
| Мартин Коув        | Эл Хафт             |
| Джим Корнетт       | комиссионер NWA     |
| Тони Россалл       | Клара Мортенсен     |
| Тринити Фату       | Этель Джонсон       |
| Микки Джеймс       | Невероятная Мула    |
| Бритт Бейкер       | Дебби Никольс       |

## Производство

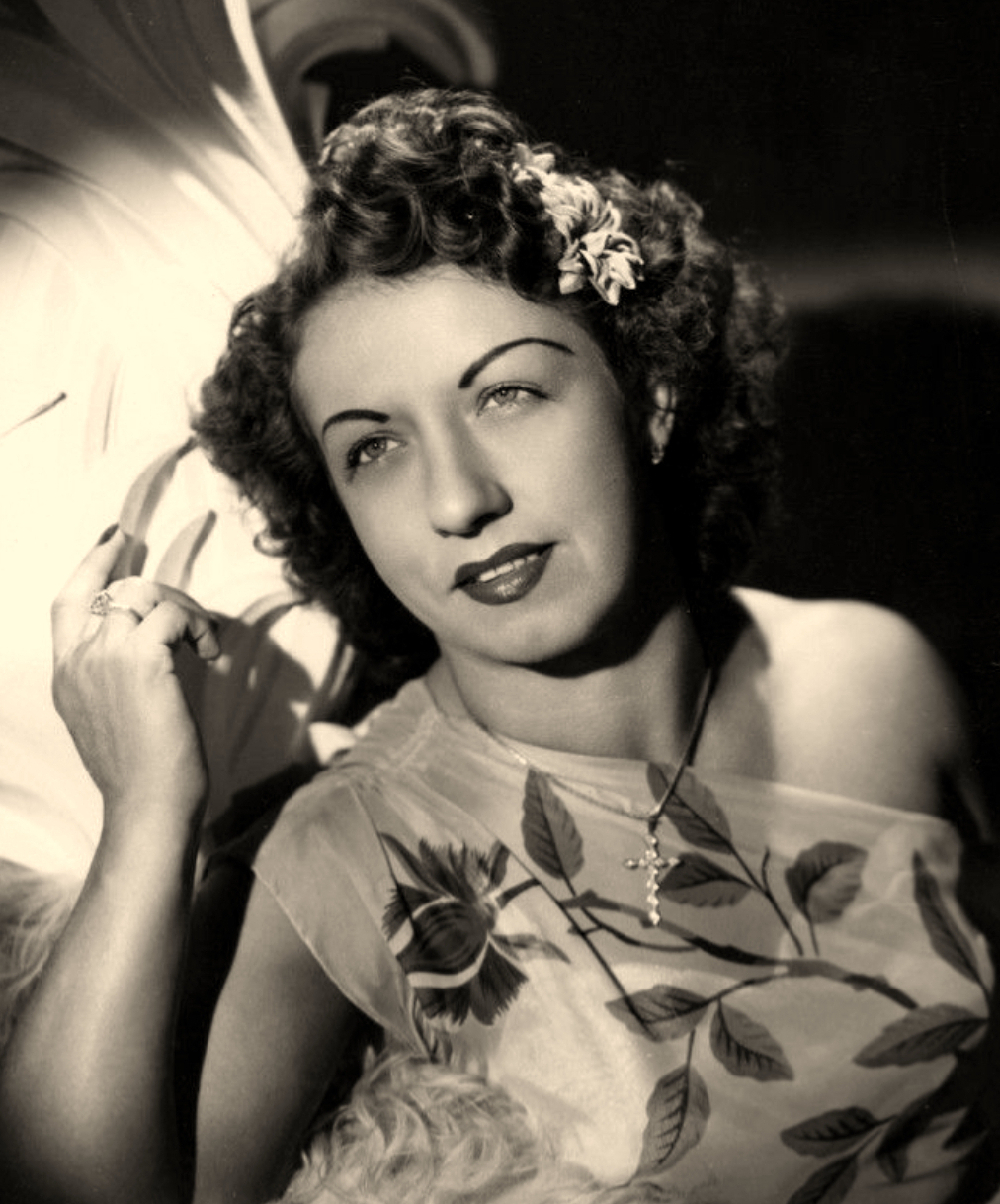
Рестлерша Милдред Берк, на жизни которой основан фильм

Сценарий фильма написан и срежиссирован Эшем Авильдсеном, который вдохновился книгой 2010 года «Королева ринга: секс, мускулы, бриллианты и создание американской легенды» от Джеффа Лина и собственными рукописями Берк. Джим Росс является исполнительным продюсером фильма. Эйми Шуф и Айзен Роббинс из Intrinsic Value Films and TV и Би Ди Ганнелл являются продюсерами фильма.
Основные съемки проходили в Луисвилле, штат Кентукки. В июле 2023 года фильм получил разрешение на продолжение съемок во время забастовки SAG-AFTRA 2023 года.

### Кастинг

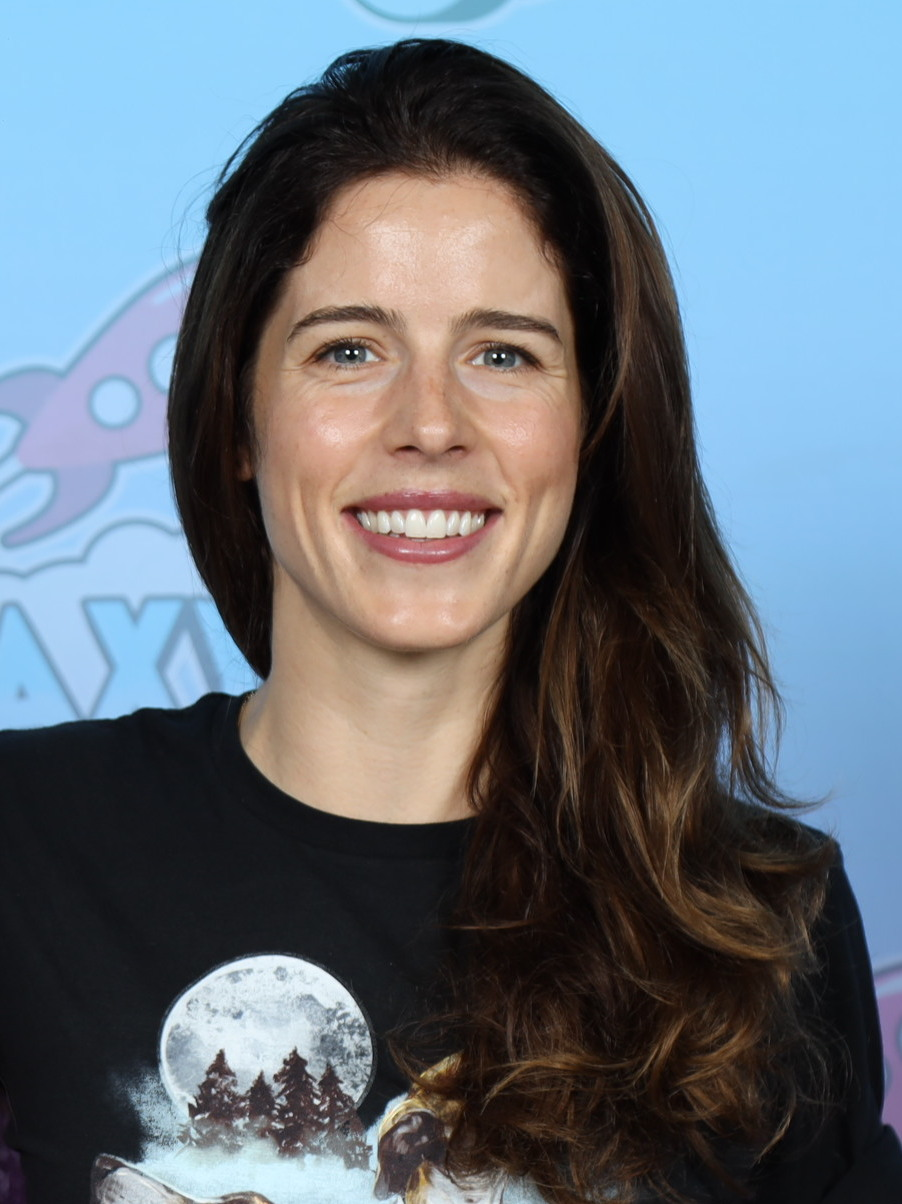
Актриса Эмили Бетт Рикардс, играющая Берк в фильме (на фото 2023 года)

В мае 2023 года Эмили Бетт Рикардс была утверждена на главную роль Милдред Берк в фильме, а Джош Лукас был утвержден на роль Билли Вульфа. В это время Мари Авгеропулос была утверждена на роль Бейб Гордон.
В июне 2023 года к актёрскому составу присоединились Уолтон Гоггинс, Франческа Иствуд и Дебора Энн Уолл, а Гевин Касаленьо был утверждён на роль сына Милдред в том же месяце. Шарлотте Флэр и Лив Морган пришлось отказаться от своих ролей Джун Байерс и Клары Мортенсен из-за проблем с расписанием и травмами соответственно, и их заменили чемпионка NWA Камилла и чемпионка AEW Тони Шторм. В июне 2023 года к актёрскому составу присоединилась Тринити Фату. Келли Бёрглунд была утверждена на роль в августе 2023 года, ранее она также играла рестлера в телесериале «Хилы».

## Релиз
Премьера фильма «Королева ринга» состоялась на Международном кинофестивале в Буффало 15 октября 2024 года. Фильм был выпущен в кинотеатрах США 7 марта 2025 года компанией Sumerian Pictures.

## Саундтрек
Sumerian Records выпустили альбом саундтреков к фильму, включающий десять песен из фильма. В него вошли песни, спродюсированные композитором фильма Аароном Гилхьюсом.
| №                   | Название                             | Исполнитель(и)                                    | Длительность |
| ------------------- | ------------------------------------ | ------------------------------------------------- | ------------ |
| 1.                  | «Dust in the Wind»                   | Кори Тейлор совместно с Bad Omens и Аарон Гилхьюс | 4:19         |
| 2.                  | «Keep Your Lamp Trimmed and Burning» | Zoe Wees и Аарон Гилхьюс                          | 2:40         |
| 3.                  | «Dead Beat Lover»                    | Лэни Гарднер                                      | 3:06         |
| 4.                  | «Never Ending Moment»                | Des Rocs и Аарон Гилхьюс                          | 4:17         |
| 5.                  | «Burned You»                         | Жавия Уорд                                        | 3:18         |
| 6.                  | «God’s Gonna Cut You Down»           | Larkin Poe} и Аарон Гилхьюс                       | 3:53         |
| 7.                  | «The Seeker»                         | Дэнни Уорсноп и Аарон Гилхьюс                     | 3:24         |
| 8.                  | «The Unforgiven»                     | Kittie, Diamante, The Pretty Wild и Аарон Гилхьюс | 5:52         |
| 9.                  | «A Woman Scorned»                    | Лэни Гарднер                                      | 2:58         |
| 10.                 | «House of the Rising Sun»            | Kat Von D                                         | 4:41         |
| Общая длительность: | Общая длительность:                  | Общая длительность:                               | 38:28        |

## Реакция
На сайте-агрегаторе рецензий Rotten Tomatoes 74% из 53 рецензий критиков положительные, со средней оценкой 6,4/10. Консенсус сайта гласит: «Эмили Бетт Рикардс великолепна в этом прямолинейном спортивном биографическом фильме, который устраивает хорошее шоу». Metacritic, который использует средневзвешенное значение, присвоил фильму оценку 65 из 100 на основе 9 рецензий критиков, что указывает на «в целом благоприятные» рецензии.
Ник Байтроу из Screen Rant дал фильму положительную оценку, заявив: «"Королева ринга" использует историю Милдред Берк, чтобы искусно исследовать женский профессиональный рестлинг в то время, когда им не разрешалось заниматься этим видом спорта».
Фрэнк Шек из The Hollywood Reporter также дал положительный отзыв, написав: «Несмотря на небольшой бюджет, фильм выглядит потрясающе, эффективно передавая винтажную обстановку благодаря красивой операторской работе Эндрю Страхорна и идеальным костюмам той эпохи от Софии Месичек».